# Belize (fiume)
Il Belize o Belise, noto nei paesi anglosassoni anche col nome di Old River (letteralmente "Vecchio fiume"), è un fiume dell'America Centrale che scorre interamente per circa 230-240 km sul territorio dell'omonimo stato. 
Nasce presso la città di San Ignacio, capoluogo del distretto di Cayo, in seguito alla confluenza dei fiumi Macal e Rio Mopan, per sfociare poi nel mare dei Caraibi presso l'omonima città che si affaccia sul golfo dell'Honduras. Lungo il suo corso il fiume tocca la città di Belmopan, capitale dello stato del Belize. Il fiume viene spesso considerato come un "prolungamento" del Mopan, e pertanto la sua lunghezza totale (di circa 290 km) viene misurata a partire dalla fonte del Mopan, in Guatemala, anziché da San Ignacio. 
Storicamente ha avuto un importante ruolo come arteria commerciale, sfruttata dalle popolazioni pre-colombiane dei Maya. Navigabile con imbarcazioni di piccole dimensioni, in epoca contemporanea mantiene ancora un importante ruolo nel trasporto fluviale delle merci, in particolare legname.